# Ralf Rueff
Ralf Rueff (*30. August 1968 in Stuttgart) ist ein ehemaliger deutscher Fußballspieler und derzeitiger -trainer.

## Karriere
Rueff spielte in seiner Jugend für die Stuttgarter Kickers, wo er über die zweite Mannschaft zu seinem einzigen Einsatz im Profifußball kam, als er in der 2. Bundesliga am 14. November 1989 (18. Spieltag) bei der 0:3-Niederlage im Auswärtsspiel gegen Eintracht Braunschweig für Matthias Imhof in der 59. Minute eingewechselt wurde. Nach seiner Zeit bei den Kickers war Rueff für den SV Sandhausen und den VfR Pforzheim in der Oberliga Baden-Württemberg aktiv. In der Saison 1995/96 kam er in 14 Punktspielen für den SSV Ulm 1846 in der Regionalliga Süd zum Einsatz.
In der darauf folgenden Saison ließ der Abwehrspieler seine Karriere als Fußballer beim TSV Plattenhardt als Spielertrainer ausklingen. Danach folgten weitere Stationen im Umfeld von Stuttgart. Aktuell hat Rueff keine Trainertätigkeit inne, aber immer noch am 30. August Geburtstag: der 30. Juni in einigen Quellen ist ein Schreibfehler. 

## Erfolge
- Deutscher Amateurmeister 1996